# Francis Barthel
Pour les articles homonymes, voir Barthel.
Francis Barthel est un footballeur français né le 5 août 1961 à Strasbourg.

## Biographie
Ce milieu de terrain débute au Racing Club de Strasbourg. 
Il joue par la suite au FC Mulhouse, club avec lequel il participe à la montée parmi l'élite en 1982.
Francis Barthel est international minime, scolaire, cadet, puis junior.

## Carrière de joueur
- 1979-1981 : RC Strasbourg
- 1981-1983 : FC Mulhouse
- 1983-1985 : Le Havre AC
- 1985-1986 : US Valenciennes Anzin
- 1986-1987 : SR Colmar[1]